# Louis Lambert
Louis Joseph Lambert, Jr. (21 de dezembro de 1940) é um advogado, empresário e político norte-americano. Foi senador estadual da Luisiana.